# دی کیل
دی کیل (به هلندی: De Kiel) یک منطقهٔ مسکونی در هلند است که در کوفوردن واقع شده‌است. دی کیل ۲۶۰ نفر جمعیت دارد.